# Châteauneuf-du-Pape
Châteauneuf-du-Pape là một xã trong tỉnh Vaucluse thuộc vùng Provence-Alpes-Côte d'Azur ở đông nam nước Pháp. Xã này nằm ở khu vực có độ cao trung bình 117 mét trên mực nước biển.

## Kết nghĩa
Châteauneuf-du-Pape kết nghĩa với:
- Castel Gandolfo ở Italia